# 대만 정명운동
대만 정명운동(중국어: 台灣正名運動)은 대만의 범록연맹이나 해외 대만인들이 사직한 사회 운동으로, 대만 본토화 운동의 일환으로, 때로는 대만 독립운동의 일환으로 여겨진다.
대만 정명운동을 위한 조직적 활동은 2002년 5월 11일 시작된 "511 대만 정명운동"으로 시작되었으며, 중국국민당의 리덩후이 전 중화민국 총통이 주도하여 "우리의 어머니는 대만이다"(我們的母親是台灣)라는 구호 아래 타이베이시 시내에서 약 3만5천명이 퍼레이드에 참여했다. 참가자들은 2002년을 이 운동의 계몽의 해로 여기고 있다. 2000년 민주진보당의 천수이볜 정권이 집권한 후, 다수 운동의 함의를 실천해 2006년에서 2008년까지 정점을 찍었다. 범록연맹의 "정명운동"의 초점은 타이펑진마 지구(특히 대만)와 중국 본토의 관계를 구별하는 것이다.
정명운동의 목표는 본토를 뜻하는 중국을 나타내는 모든 명칭을 제거하는 것이었기 때문에, 대부분의 의미가 중국국민당의 정강과 정체성과 부합하지 않았고, 범람연맹 측과 중화민국 체제 지지자들의 강한 반발을 불러일으켰는데, 이는 "대만"과 "중화민국"과 "중국" 사이의 관계를 단절하는  탈중국화 행위로 간주되었기 때문이다. 정명운동은 장제스의 흔적을 지우는 것 외에 해외 주재 기관의 명칭과 주재국에서의 신분 변경을 포함하였다.

## 이름
"정명"이란 용어는 "잘못된 이름의 수정"을 의미하지만 "정확한 이름"은 주관적인 용어이다. 범록파 인사들은 세계에서 일반적으로 중국공산당의 지도하는 중화인민공화국이 "중국"의 유일한 합법적 대표로 인정받고 있으므로,  1971년 이전에는 중국으로 간주되었던 중화민국의 대체어로 "대만"이 사용되고 있으므로, 오늘날 중화민국의 정부 기관이나 국영 기업은 "중국"이라는 단어를 사용해서는 안 되며, "대만" 또는 다른 관련된 이름으로 대체되어야 한다고 주장한다.
범람측 인사들은 대체로 이런 견해에 동의하지 않으며, 중화인민공화국은 "대만을 포함한 '중국 전체'"를 대표할 수 없으며, 중화민국 헌법이 규정한 국가 주권의 범위는 여전히 대륙 지구를 포함고 있으므로 중국을 잘못된 이름으로 여길 수 없다고 주장한다.
일부 대만 독립운동 인사들은 소위 "대륙"이나 "내지" 같은 중국식 호칭에 논란의 여지가 있다고 주장했는데, 이는 중화민국 정부의 원래 위치가 대륙이었고 대만으로 이주한 후 이 용어들이 사용되었기 때문이다. 오늘날 중화민국 정부는 "중국 대륙"이라는 단어를 사용하고 있다.

## 같이 보기
- 탈중국화
- 대만 독립운동
- 하나의 중국
- 두 개의 중국